# Kantone von Toulon
Die Kantone der Stadt Toulon sind französische Wahlkreise im Arrondissement Toulon, im Département Var und in der Region Provence-Alpes-Côte d’Azur. Sie bestehen jeweils aus einem Teil der Stadt Toulon.

## Seit 2015
Seit 2015 besteht die Stadt Toulon aus vier Kantonen.
- Kanton Toulon-1
- Kanton Toulon-2
- Kanton Toulon-3
- Kanton Toulon-4

## Bis 2015
| Kanton   | Einwohner | INSEE-Code | Vertreter/in im Generalrat  |
| -------- | --------- | ---------- | --------------------------- |
| Toulon-1 | 11.660    | 8327       | Jean-François Fogacci (DVD) |
| Toulon-2 | 25.071    | 8328       | Michel Bonnus (UMP)         |
| Toulon-3 | 27.864    | 8329       | Philippe Vitel (UMP)        |
| Toulon-4 | 10.448    | 8330       | Philippe Sans (UMP)         |
| Toulon-5 | 12.750    | 8331       | Robert Cavanna (UMP)        |
| Toulon-6 | 29.423    | 8332       | Caroline Depallens (UMP)    |
| Toulon-7 | 9.634     | 8333       | Hélène Audibert (UMP)       |
| Toulon-8 | 25.411    | 8334       | Jean Bombin (UMP)           |
| Toulon-9 | 15.555    | 8335       | Jean-Guy Di Giorgio (UMP)   |